# Behea
Behea (o Behia) è una città dell'India di 20.809 abitanti, situata nel distretto di Bhojpur, nello stato federato del Bihar. In base al numero di abitanti la città rientra nella classe III (da 20.000 a 49.999 persone).

## Geografia fisica
La città è situata a 25° 33' 39 N e 84° 27' 34 E.

## Società

### Evoluzione demografica
Al censimento del 2001 la popolazione di Behea assommava a 20.809 persone, delle quali 11.112 maschi e 9.697 femmine. I bambini di età inferiore o uguale ai sei anni assommavano a 3.558, dei quali 1.802 maschi e 1.756 femmine. Infine, coloro che erano in grado di saper almeno leggere e scrivere erano 12.315, dei quali 7.291 maschi e 5.024 femmine.